# Parmotrema rubromarginatum
Parmotrema rubromarginatum är en lavart som beskrevs av Elix & Pooprang. Parmotrema rubromarginatum ingår i släktet Parmotrema och familjen Parmeliaceae.   Inga underarter finns listade i Catalogue of Life.